# Мелно (Бродницький повіт)
Мелно (пол. Mełno, нім. Mellern) — село в Польщі, у гміні Сведзебня Бродницького повіту Куявсько-Поморського воєводства.
Населення — 155 осіб (2011).
У 1975-1998 роках село належало до Торунського воєводства.

## Демографія
Демографічна структура станом на 31 березня 2011 року:
|          | Загалом | Допрацездатний вік | Працездатний вік | Постпрацездатний вік |
| -------- | ------- | ------------------ | ---------------- | -------------------- |
| Чоловіки | 83      | 15                 | 59               | 9                    |
| Жінки    | 72      | 15                 | 34               | 23                   |
| Разом    | 155     | 30                 | 93               | 32                   |